# Округ Антелоп (Небраска)
Антелоп (енгл. Antelope County) је округ у америчкој савезној држави Небраска.

## Демографија
По попису из 2010. године број становника је 6.685, што је 767 (-10,3%) становника мање него 2000. године.
| Група             | 2000.         | 2010.         |
| Белци             | 7.343 (98,5%) | 6.418 (96,0%) |
| Афроамериканци    | 4 (0,1%)      | 19 (0,3%)     |
| Азијати           | 4 (0,1%)      | 20 (0,3%)     |
| Хиспаноамериканци | 52 (0,7%)     | 178 (2,7%)    |
| Укупно            | 7.452         | 6.685         |